# スーザン・シーデルマン
スーザン・シーデルマン（Susan Seidelman、1952年12月11日 - ）はアメリカ合衆国ペンシルベニア州フィラデルフィア出身の映画監督。

## 略歴
ドレクセル大学でファッションとアートを学び、更にニューヨークのTisch School of the Artsで映画製作を学ぶ。1982年のデビュー作『スミサリーンズ』が、インデペンデント映画として初めてカンヌ国際映画祭のパルム・ドールにノミネート。1985年の『マドンナのスーザンを探して』もヒットしたが、その後しばらくヒット作に恵まれず、テレビ番組を手がけた。

## 主な監督作品
- スミサリーンズ Smithereens (1982) 兼製作・脚本
- マドンナのスーザンを探して Desperately Seeking Susan (1985)
- 私のパパはマフィアの首領 Cookie (1989)[1]
- シー・デビル She-Devil (1989) 兼製作
- マリッジブルーの愉しみ The Dutch Master (1996) 兼脚本 ※アート・オブ・エロス　監督たちの晩餐 Tales of Erotica の一編
- セックス・アンド・ザ・シティ Sex and the City (1998) 3エピソードを監督。
- ガウディアフタヌーン Gaudi Afternoon (2001)
- Boynton Beach Club (2005) 兼製作・脚本
- Musical Chairs (2011)
- ホットフラッシュ〜ワタシたちスーパー・ミドルエイジ! The Hot Flashes (2013) 兼製作